# Интали (Ордабасинський район)
Интали́ (каз. Ынталы) — село у складі Ордабасинського району Туркестанської області Казахстану. Входить до складу Кажимуканського сільського округу.
До 1999 року село називалось Комунізм.
Населення — 2390 осіб (2021; 2217 у 2009, 2204 у 1999, 1703 у 1989).